# Клуб Мікі Мауса
«Клуб Мікі Мауса» (англ. Mickey Mouse Clubhouse) — американський інтерактивний дитячий телесеріал, створений компанією «Disney Television Animation». Транслювався з 5 травня 2006 року у програмному блоці «Playhouse Disney», призначеному для дітей дошкільного віку, на «Disney Channel». З 14 лютого 2011 року перейшов на телеканал «Disney Junior». Загалом мультсеріал отримав позитивні відгуки критиків.

## Сюжет
Міккі Маус, Мінні Маус, Дональд Дак, Дейзі Дак, Гуфі і Плуто є головними учасниками серій (хоча з 5 сезону головних персонажів не буде), які фокусуються на взаємодії з глядачем для вирішення різного роду проблем. До них часто приходять в гості інші діснеївські персонажі: Кларабель [Архівовано 6 вересня 2021 у Wayback Machine.], Піт, Людвіг фон Дрейк [Архівовано 5 жовтня 2021 у Wayback Machine.], Чіп і Дейл , Велетень Віллі і Кошеня Фігаро.
На початку кожної серії — коли проблема, яку будуть вирішувати герої, була наочна описана — Міккі Маус підходить до великого екрану, на якому відображений набір Мауструментів — інструментів, які будуть допомагати учасникам клубу вирішувати різні завдання. Потім Міккі викликає Помічника — невеликого летючого робота в формі голови Міккі Мауса, який доставляє Мауструменти героям серії. Зазвичай в набір Мауструментів входять 3, 4, а іноді і 5 інструментів, одним з яких є Загадковий мауструмент, призначення якого невідомо доти, поки він не буде використаний.
Після того, як Помічник готовий, учасники клубу збираються разом і вирішують проблему. Саме тут проявляється інтерактивність серіалу — діти «допомагають» Міккі Мауса і його друзям вирішувати невеликі завдання — наприклад, визначати фігури по контуру або вказують предмети.

## Епізоди
| Сезон | Сезон | Кількість епізодів |
| ----- | ----- | ------------------ |
|       | 1     | 26                 |
|       | 2     | 26                 |
|       | 3     | 26                 |
|       | 4     | 28                 |
|       | 5     | 28                 |

## Український дубляж
Режисер дубляжу: Микола Карцев
Автор тексту та пісень: Олег Колесніков
Музичний керівник: Тетяна Піроженко
Звукорежисер перезапису: Олександр Лук'янов
Юрій Кудрявець - Мікі Маус
Олександр Ігнатуша, Євген Пашин  - ведучий, Людвиг фон Дрейк
Дмитро Гаврилов - Гуфі
Євген Шпирка - Дональд Дак
Наталя Рожкова - Мінні Маус
Ніна Касторф - Дейзі Дак
Дмитро Бояринцев - Плуто
Катерина Брайковська, Катерина Качан - Чіп 
Дмитро Сова - Дейл
Микола Карцев - Піт
Людмила Ардельян - Кларабель Кау
Велетень Віллі - Олександр Бондаренко
Вівці - Людмила Суслова

Вокал: Владислав Каращук, Андрій Карпенко, Ліза Марченко, Анатолій Карпенко, Жанна Карпенко-Бондарук